# Кубок Президента ОАЕ з футболу 2022—2023
Кубок Президента ОАЕ з футболу 2022—2023 — 46-й розіграш кубкового футбольного турніру в ОАЕ. Титул володаря кубка вдруге поспіль здобула Шарджа.

## Календар
| Раунд        | Дата                     | Матчі | Клуби   |
| ------------ | ------------------------ | ----- | ------- |
| Перший раунд | 4-8 грудня 2022          | 15    | 31 → 16 |
| 1/8 фіналу   | 31 січня - 1 лютого 2023 | 8     | 16 → 8  |
| 1/4 фіналу   | 6-7 березня 2023         | 4     | 8 → 4   |
| 1/2 фіналу   | 5/14 квітня 2023         | 4     | 4 → 2   |
| Фінал        | 28 квітня 2023           | 1     | 2 → 1   |

## 1/8 фіналу
| Команда 1            | Рахунок      | Команда 2      |
| -------------------- | ------------ | -------------- |
| 31 січня 2023        |              |                |
| Емірейтс Клаб (2)    | 0:2          | Шабаб Аль-Аглі |
| Аль-Зафра            | 1:3 дч       | Баніяс         |
| Шарджа               | 2:1          | Ан-Наср        |
| Аль-Хамріях (2)      | 0:2          | Аджман         |
| 1 лютого 2023        |              |                |
| Хаур-Факкан          | 0:1          | Аль-Айн        |
| Аль-Джазіра          | 6:1          | Аль-Халідж (2) |
| Фуджайра (2)         | 1:2          | Аль-Васл       |
| Аль-Іттіхад (Кальба) | 3:3 пен. 5:6 | Аль-Батаех     |

## 1/4 фіналу
| Команда 1      | Рахунок | Команда 2   |
| -------------- | ------- | ----------- |
| 6 березня 2023 |         |             |
|                | 0:2     | Аль-Айн     |
| Аджман         | 2:1     | Аль-Батаех  |
| 7 березня 2023 |         |             |
| Шарджа         | 2:1     | Аль-Джазіра |
| Баніяс         | 0:2     | Аль-Васл    |

## 1/2 фіналу
| Команда 1        | Заг. | Команда 2 | 1-й матч | 2-й матч |
| ---------------- | ---- | --------- | -------- | -------- |
| 5/14 квітня 2023 |      |           |          |          |
| Аль-Васл         | 0:1  | Аль-Айн   | 0:0      | 0:1      |
| Шарджа           | 3:2  | Аджман    | 2:1      | 1:1 дч   |

## Фінал
| 28 квітня 2023 18:25 (EEST) |

| Шарджа | 1:1      | Аль-Айн |
| --- | -------- | --- |
| Абдулбасіт 48' | Протокол | Лаба 56' |
| | Пенальті | |
| Кайо · Алькасер · Луанзіньйо · Ба Вазір · Мелоні · Ібрагім · Абдулрахман · Рашид · Манолас · Суроор · Аль-Хосані · Кайо · Алькасер · Луанзіньйо | 13:12    | Ярмоленко · Ерік · Лаба · Паласіос · Аль-Абабі · Надер · Отонне · Барман · Ель-Мубарік · Сантос · Або Санда · Ярмоленко · Лаба · Паласіос |

| Мохаммед бін Заєд, Абу-Дабі Арбітр: Клеман Тюрпен |